# 罗德·霍夫曼
罗德·霍夫曼（英語：Roald Hoffmann，1937年7月18日—），生于波兰第二共和国佐洛乔夫（现属乌克兰），美国化学家，1981年因为通过前线轨道理论和分子轨道对称守恒原理来解释化学反应的发生而获得诺贝尔化学奖。现任教于康奈尔大学。

## 早年生活

### 从大屠杀中幸免

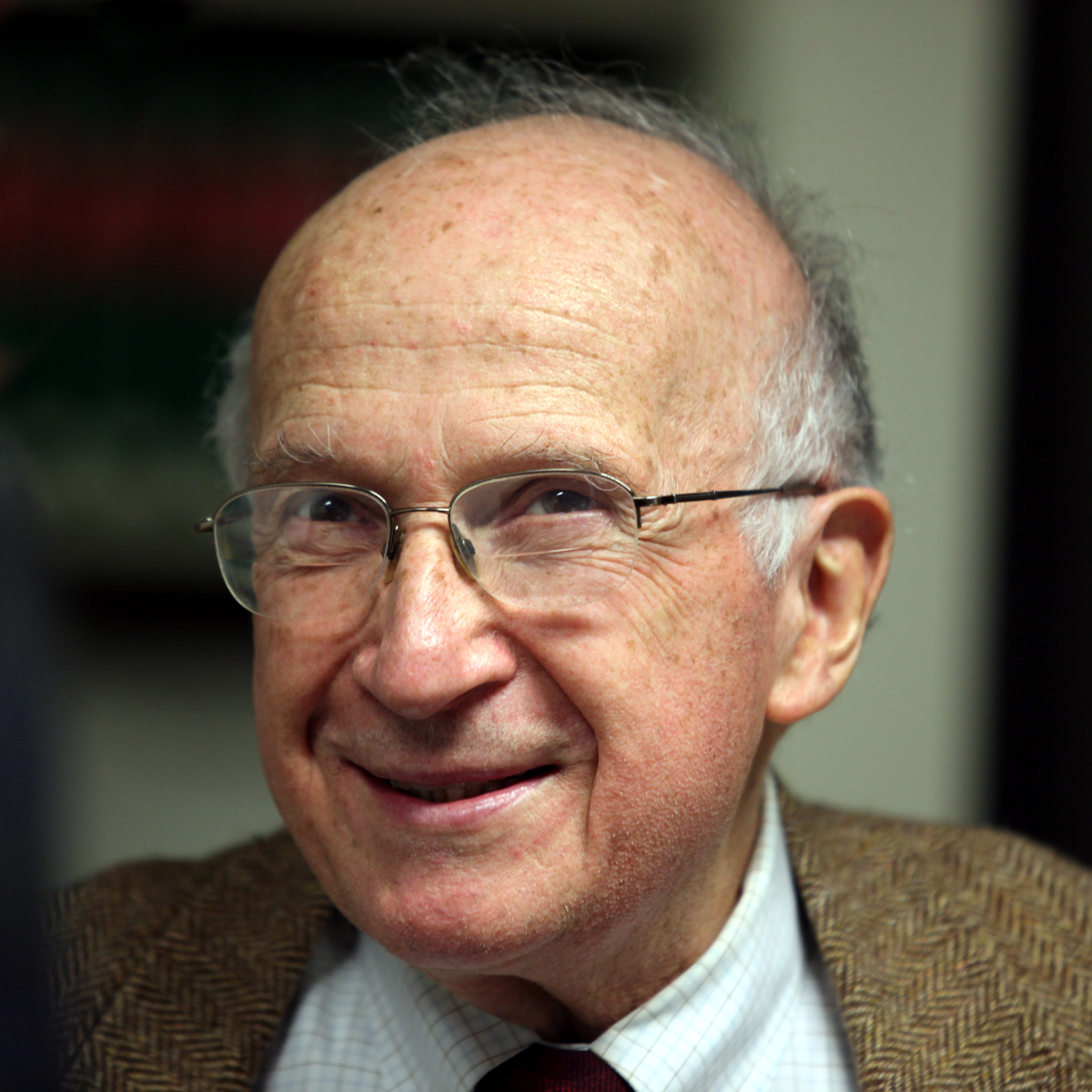
2015年

罗德·霍夫曼出生在佐洛喬夫的一个犹太人家庭，以挪威探险家罗尔德·亚孟森的名字命名。德国侵略波兰，占领该地后，霍夫曼一家被安置在一个劳动营，他的父亲是一位土木工程师，熟悉当地建筑，因而是比较受重视的犯人。随着局势愈发恶化，犯人开始被转入清算营，霍夫曼一家贿赂了看守，在乌克兰当地人的帮助下，让霍夫曼、他的母亲和其他三个亲人逃脱了。他们一起躲进了当地学校的阁楼和贮藏室里，躲了十五个月。当时霍夫曼大概5至7岁。
霍夫曼的父亲留在了劳动营，偶尔能够来看看霍夫曼他们，直到他参与策划武装劳动营犯人被德军折磨并杀死。霍夫曼的母亲得知丈夫的死讯后，开始在丈夫生前用来记相对论笔记的本子上写下自己的哀思。尽管在躲藏中，母亲还是教导霍夫曼读书，给他看阁楼里的课本来记忆地理知识，然后出题考他。霍夫曼后来回忆起这段经历，称当时被母亲的爱所包围。
霍夫曼的大部分亲人都死于猶太人大屠殺，只有少数幸存。他们在1949年移居美国。
2006年，霍夫曼带着自己的儿子再访佐洛喬夫，发现他当初藏身的阁楼还是完好的，贮藏室则被改建成了一个化学教室。2009年，在霍夫曼和其他组织的倡议下，一座犹太人大屠杀遇难者纪念碑在佐洛喬夫建成。

### 教育经历
霍夫曼1955年毕业于史岱文森高中，曾获西屋科學獎。1958年，霍夫曼在哥伦比亚大学获得学士学位，1960年在哈佛大学获得硕士学位。在哈佛大学研究期间，

霍夫曼在小威廉·納恩·利普斯科姆（后于1976年获得诺贝尔化学奖）的指导下获得博士学位。霍夫曼和Lawrence Lohr研究得出了“推广的休克尔方法”。这一方法后来经霍夫曼进一步推广。1965年起，霍夫曼在康奈尔大学任教，后成为荣誉退休教授。

## 化学研究
霍夫曼研究了有机物和无机物，发明了计算化学的工具和方法，比如推广的休克尔方法。
他还与罗伯特·伯恩斯·伍德沃德一同研究出阐述反应机理的规则，即分子轨道对称守恒原理。他还提出了等瓣类似性关系。

## 文艺爱好
霍夫曼业余还是一位诗人，出版了两部诗集，《The Metamict State》和《Gaps and Verges》，同时还是一位化学科普作家。他曾和卡尔·杰拉西共同创作了一部戏剧《Oxygen》，探索氧气的奥秘，更阐述了作为科学家的意义和探索过程在科学中的重要性。
霍夫曼与Don Showalter共同主持《The World of Chemistry》这个电视节目。
2001年以来，霍夫曼还担任一个每月播出的连续剧《Entertaining Science》的主持，研究美学和科学的联系。
霍夫曼还和Brian Alan一起制作了一首英文单曲，原曲是韦唯的《爱的奉献》，用来给四川大地震遇难者募集资金。

## 所获奖项

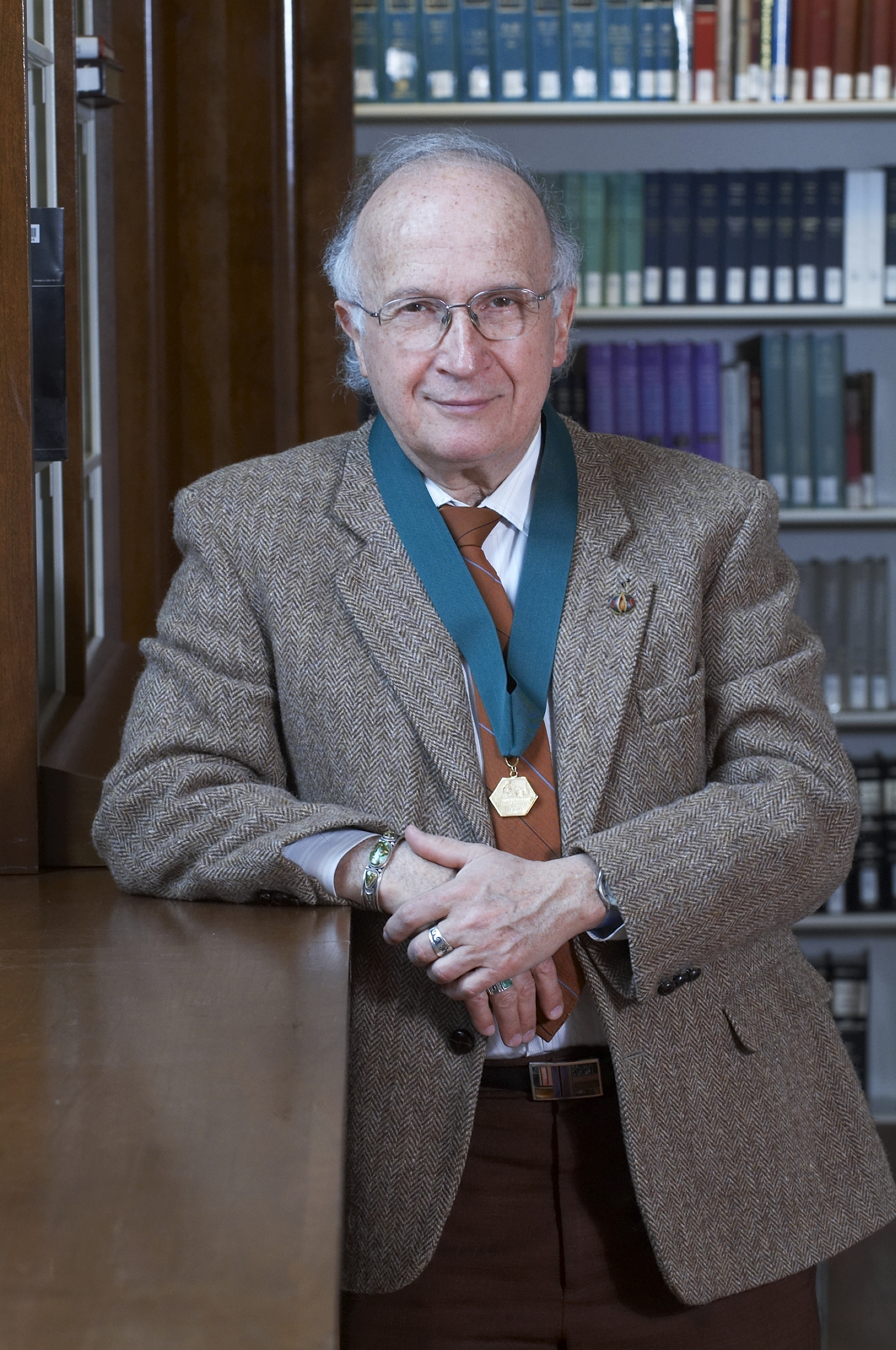
罗德·霍夫曼榮獲AIC金牌

### 诺贝尔化学奖
1981年，霍夫曼因在化学反应机理方面作出的贡献，和福井谦一分享了诺贝尔化学奖。

### 其他奖项
- Priestley Medal, 1990
- Arthur C. Cope Award in Organic Chemistry
- Organic Chemistry Award (American Chemical Society), 1969
- Inorganic Chemistry Award (American Chemical Society), 1982
- Pimentel Award in Chemical Education, 1996
- Award in Pure Chemistry
- Monsanto Award
- Literaturpreis of the Verband der Chemischen Industrie for his textbook "The Same and Not The Same", 1997
- National Medal of Science
- United States National Academy of Sciences
- American Academy of Arts and Sciences Fellow
- American Philosophical Society Fellow
- Kolos Medal
- Foreign Member, Royal Society
- Member of the Royal Swedish Academy of Sciences
- Harvard Centennial Medalist
- James T. Grady-James H. Stack Award for Interpreting Chemistry

霍夫曼是国际量子分子科学学院会员，原子科学家公报发起人之一。2007年8月，美国化学学会在两年一度的国际会议中，举办研讨会，庆祝霍夫曼70岁生日。霍夫曼也是大型制药公司礼来公司的顾问。